# Saint-Martin-d’Hères
Saint-Martin-d’Hères ist eine französische Gemeinde mit 38.022 Einwohnern (Stand 1. Januar 2022) im Département Isère in der Region Auvergne-Rhône-Alpes. Sie liegt unmittelbar östlich von Grenoble und gehört zusammen mit Échirolles im Süden der Großstadt zu den wichtigsten Gemeinden in der Grenoble-Alpes-Métropole. Eine Straßenbahn verbindet beide Städte. In Saint-Martin-d’Hères befinden sich viele Hochschulen und Universitäten aus Grenoble.

## Geschichte
Saint-Martin-d’Hères entstand um die Kirchengemeinde Saint-Martin herum, die 1100 in einer sumpfigen und schilfigen Ebene errichtet wurde.
Im 12. Jahrhundert erbauten die Bischöfe von Grenoble an etwas erhöhter Stelle eine Burg, die bis zur Mitte des 14. Jahrhunderts ihre Sommerresidenz war.
Zwischen 1488 und 1494 ließ der Grenobler Bischof Laurent I. Alleman in der Nähe seiner Burg ein Kloster für den von Franz von Paola gegründeten Orden der Paulaner errichten;.
Am Ende des 19. Jahrhunderts erlebt die Stadt ihre erste starke Entwicklung durch die Industrialisierung des Viertels Croix-Rouge. Die 1950er und 1960er Jahre sind der Anfang einer neuen Ära: Der außergewöhnlich starke Anstieg der Einwohnerzahl und die Gründung des Campus der Universität Grenoble veränderten das Stadtbild.
Im Ort befindet sich der Schalenstein Pierre du Bigot.

## Bevölkerung
| Jahr                       | 1962   | 1968   | 1975   | 1982   | 1990   | 1999   | 2006   | 2016   |
| -------------------------- | ------ | ------ | ------ | ------ | ------ | ------ | ------ | ------ |
| Einwohner                  | 14.453 | 33.605 | 38.052 | 35.188 | 34.341 | 35.777 | 35.669 | 38.487 |
| Quellen: Cassini und INSEE |        |        |        |        |        |        |        |        |

## Persönlichkeiten
- Stéphane Barin (* 1971), Eishockeyspieler
- Gaëtan Llorach (* 1974), Skirennläufer
- Cristobal Huet (* 1975), Eishockeytorwart
- Jérôme Neuville (* 1975), Radrennfahrer
- Sarah Nichilo-Rosso (* 1976), Judoka
- Nicolas Bal (* 1978), Nordischer Kombinierer
- Andy Flickinger (* 1978), Radrennfahrer
- Laurent Meunier (* 1979), Eishockeyspieler
- Benedikt Jahnel (* 1980), deutscher Jazzmusiker und Mathematiker
- Marion Rolland (* 1982), Skirennläuferin
- Myrtille Gollin (* 1984), Shorttrackerin
- Marion Josserand (* 1986), Freestyle-Skierin
- Tristan Vautier (* 1989), Rennfahrer
- Coralie Frasse Sombet (* 1991), Skirennläuferin
- Léa Palermo (* 1993), Badmintonspielerin
- Chloé Chevalier (* 1995), Biathletin
- Rayan Helal (* 1999), Bahnradsportler
- Léna Brocard (* 2000), Nordische Kombiniererin
- Clémence Latimier (* 2003), Radsportlerin

## Städtepartnerschaft
- Mit Zella-Mehlis, Deutschland, besteht seit 1967 ein Freundschaftsvertrag. Die Städtefreundschaft findet unter anderem Würdigung durch die Avenue de Zella-Mehlis.

## Campus

Zentraler Platz des Campus

Im Campus von Saint-Martin-d’Hères gibt es zahlreiche Universitäten und Hochschulen
- Universität Joseph Fourier Grenoble I
- Universität Pierre Mendès-France Grenoble II[1]
- Universität Stendhal Grenoble III
- 10 Grandes écoles des Institut polytechnique de Grenoble (von 11)
  - EFPG: Papiertechnik, Drucktechnik und Graphik
  - ENSEEG: Materialwissenschaften, Elektrochemie, Verfahrenstechnik
  - ENSERG: Elektronik und Informationstechnik
  - ENSGI: Produktentwurf und Produktionstechnik
  - ENSHMG: Strömungslehre, Maschinenbau, Umwelttechnik
  - ENSIEG: Energietechnik und Informationsverarbeitung
  - ENSIMAG: Informatik und angewandte Mathematik
  - ENSPG: Angewandte Physik und Kerntechnik